# Mino Raiola
Carmine "Mino" Raiola (Nocera Inferiore, 4 de novembre de 1967 - Milà, 30 d'abril de 2022) fou un representant de jugadors de futbol italià, nacionalitzat com a ciutadà neerlandès. Poc després del seu naixement els seus pares van emigrar a Haarlem, als Països Baixos, on va créixer i jugar a l'equip juvenil del club local de futbol. Raiola aconseguí el seu primer gran èxit amb la negociació de la transferència de, l'aleshores, jove davanter neerlandès Dennis Bergkamp a l'Inter de Milà.
Raiola va ser l'agent del davanter suec Zlatan Ibrahimović i del davanter italià Mario Balotelli. Va ser durant molts anys l'agent del migcampista txec Pavel Nedvěd.
Residia a Mònaco.

## Clients[calcitació]
- - Erik Sundquist (2014–2022)
  - Zdeněk Grygera (2009– 2022)
  - Zlatan Ibrahimović (2003 - 2022)
  - Martin Jol (entrenador)
  - Felipe Mattioni (2008 - 2022)
  - Mario Balotelli (2010 - 2022)
  - Maxwell (2009 - 2022)
  - Pavel Nedved (2003 - 2022)
  - Kerlon Moura Souza (2007 - 2022)
  - Marek Hamsik (?– 2022)
  - Vladimír Weiss (?– 2022)
  - Mark van Bommel (2010– 2022)
  - Marvin Zeegelaar (2009– 2022)
  - Pajtim Kasami (?- 2022)
  - Oussama Assaidi (2011– 2022)
  - Omar el Kaddouri (2012– 2022)
  - Luciano Narsingh (2010– 2022)
  - Bartosz Salamon (2013– 2022)
  - Henrikh Mkhitaryan (2013– 2022)
  - Paul Pogba (?– 2022)
  - Stanislav Manolev  (?- 2022)
  - Ouasim Bouy (?- 2022)
  - Étienne Capoue (2013– 2022)
  - Blaise Matuidi (2013– 2022)
  - Gregory van der Wiel (?- 2022)
  - Xavi Simons

Raiola també representà en negociacions amb clubs a:
- Dennis Bergkamp
- Robinh
- Marciano Vink
- Bryan Roy
- Michel Kreek
- Wim Jonk

## Transferències de jugadors
| Jugador            | Data        | Origen           | Destí           | Cost                             |
| ------------------ | ----------- | ---------------- | --------------- | -------------------------------- |
| Dennis Bergkamp    | estiu 1993  | Ajax d'Amsterdam | Inter de Milà   | 12 milions de lliures esterlines |
| Pavel Nedvěd       | estiu 2001  | SS Lazio         | Juventus FC     | 41 milions d'euros               |
| Zlatan Ibrahimović | agost 2004  | Ajax d'Amsterdam | Juventus FC     | 16 milions d'euros               |
| Zlatan Ibrahimović | agost 2006  | Juventus FC      | Inter de Milà   | 24,8 milions d'euros             |
| Zlatan Ibrahimović | juliol 2009 | Inter de Milà    | FC Barcelona    | 46 milions d'euros               |
| Robinho            | agost 2010  | Manchester City  | AC Milan        | 15 milions d'euros               |
| Mario Balotelli    | agost 2010  | Inter de Milà    | Manchester City | 24 milions de lliures esterlines |
| Zlatan Ibrahimović | agost 2010  | FC Barcelona     | AC Milan        | Cessió (24 milions d'euros)      |